# 王兆民 (1935年)
王兆民（1935年5月—2020年1月4日），浙江海宁人，中华人民共和国政治人物，云南省政协原副主席，中国民主建国会云南省委员会原主任委员，第九届全国政协委员。

## 生平
1983年1月加入中国民主建国会。1953年9月至1956年6月在南京航空学院学习。